# Frank Letterie
Franke Tjitse Siegfried (Frank) Letterie (Den Haag, 11 oktober 1931 – Warnsveld, 6 juni 2025) was een Nederlandse beeldhouwer.

## Leven en werk
Frank Letterie bracht een deel van zijn jeugd in Hilversum door, als zoon van de pro-communistische Martinus Letterie die in de oorlog bij het verzet tegen de nazi's zat bij de Philipsfabriek in Hilversum, meedeed aan de Februaristaking en enige maanden daarna gearresteerd werd.
Hij kreeg in Eindhoven tekenlessen van Kees Bol aan de Kunstnijverheidsschool. Hij studeerde van 1954 tot 1958 beeldhouwkunst bij Dirk Bus en Henri van Haaren aan de Koninklijke Academie van Beeldende Kunsten in Den Haag en van 1958 tot 1961 bij Piet Esser en aan de Rijksakademie van beeldende kunsten in Amsterdam.
Zijn werk voert hij voornamelijk uit in brons. Een enkele keer hakt hij het beeld uit steen. Sommige van zijn beelden omvatten een moment uit de interactie tussen mensen, dieren of tussen mens en dier, zoals verstilde situaties tussen bijvoorbeeld moeder en kind of de intimiteit van een schaap met haar lam.
Frank Letterie maakt daarnaast ook penningen. Hij modelleert de penningen vaak niet meer in was, maar steekt de vorm rechtstreeks uit het materiaal. Frank Letterie ontving in 1961 de Prix de Rome met gouden erepenning. In 1964 kreeg hij de Jacob Marisprijs voor beeldhouwen. Daarna volgden vele prijzen en opdrachten. Onder andere maakte hij een plastiek voor het gebouw van de Tweede Kamer in Den Haag en voor het Financieel rekencentrum in Apeldoorn. Hij gaf les aan de beeldhouwafdeling van de Koninklijke Academie in Den Haag.
Kinderboekenschrijfster Martine Letterie is een dochter van Frank Letterie. Haar jeugdroman "Oorlog zonder vader" baseerde zij op de jeugdherinneringen van haar vader.
Frank Letterie leefde en werkte zeer lange tijd in Vorden en overleed op 6 juni 2025 op 93-jarige leeftijd te Warnsveld.

## Werken (selectie)

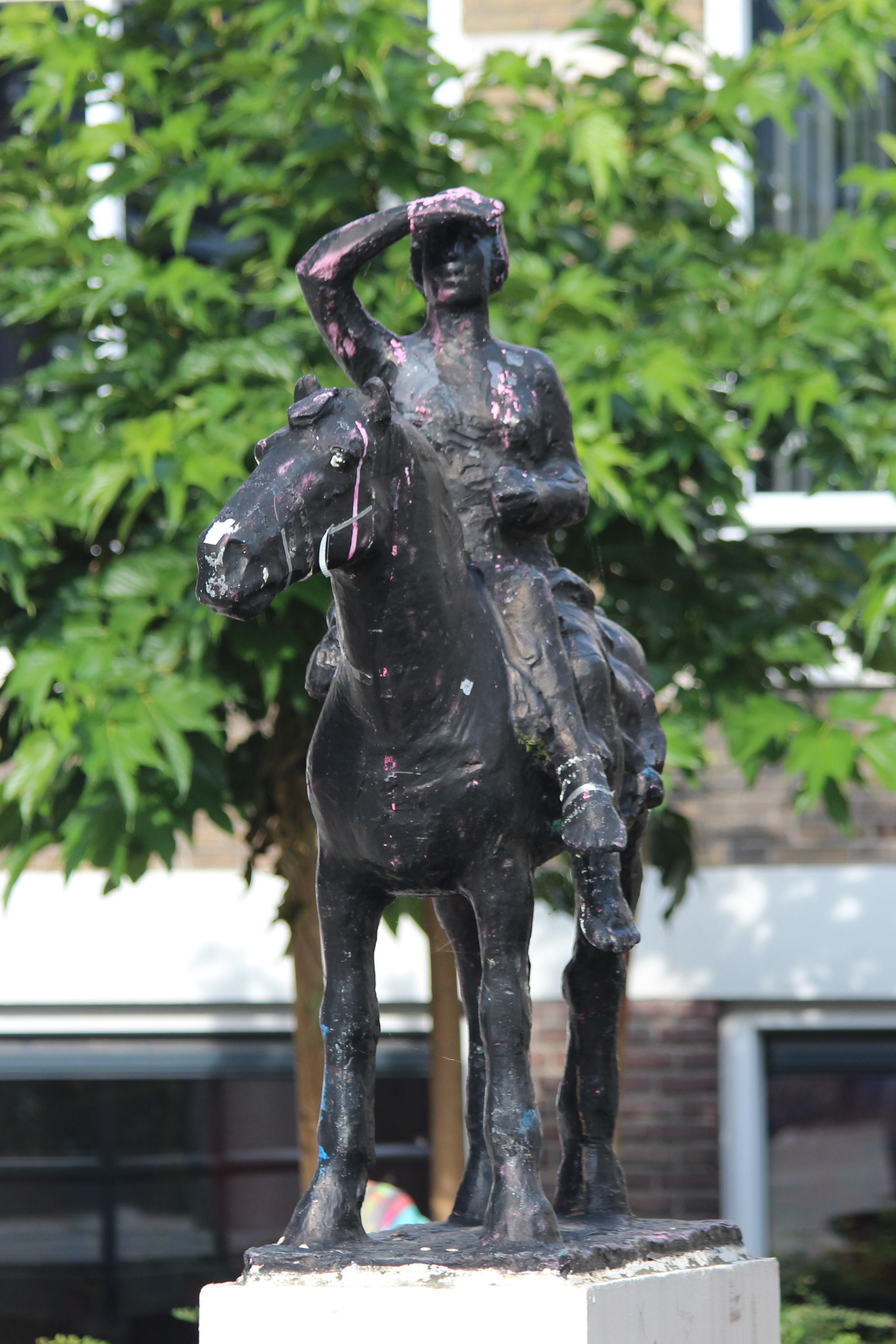
Amazone te paard (Kagerstraat, Leiden)

- Moeder en kind (1963/64), Parelmoerhorst, Den Haag - Van der Valk Boumanweg, Leiderdorp
- Amazone te paard (1964), Kagerstraat, Leiden
- Melkrijder (1964), voorm. melkfabriek Aurora, Eijsden
- Hendrick de Keyer (1965), jaarpenning van de Vereniging voor Penningkunst
- Pegasus (1965/66), van Oranjeweg, Goes
- Tijl Uilenspiegel (1966), Klamdijk, Rotterdam
- Vrouw en spelend kind (1967), Park Middenburg, Voorburg
- Vogelvechter (1969/70), Han Stijkelplein, Den Haag
- Beren, Ripperdastraat in Haarlem (1969) - Molenstraat, Ede (1978)
- De vendelzwaaier (1969/1995/2008), Kalkbranderstraat, Brielle
- De haan (1968/70), Hal Bethesda Ziekenhuis, Hoogeveen
- Overval of Het gevecht (1971), Kerkelandenlaan, Hilversum
- Twee paarden en een ruiter (1971), Kennedylaan, bij Staringlaan, Apeldoorn
- Vallende ruiter (1971), Van Speykstraat, Maassluis - Park Vreugd en Rust, Voorburg - Michiel de Ruyterplein, Maassluis
- Schaap met lam, Elandplein, Utrecht (1972) - Noteboomlaan, Utrecht (1974) - Hekelarij, woonerf, Maassluis (1976)
- Het gesprek (1973/75), Botter/Kempenaar, Barendrecht
- Opvliegende kippen (1975), Willem Alexanderplantsoen, Zoetermeer
- De barmhartige Samaritaan (1976/83), Utrechtseweg, Apeldoorn - hal verpleeghuis De Samaritaan, Middelharnis - Dorpsstraat, Putten
- Rennende paarden (1977), Ter Haarkade, Leiden
- Spelende jonge paarden (1978), Kluiversgang, Eibergen, (gemeente Berkelland) - Utrechtseweg, Apeldoorn - Veluws College, Apeldoorn
- Mallejan (1981), Deken Baekerstraat, Schijndel
- Henk Mathot (1981), reliëfportret, voorheen in hal hoofdkantoor CHV (Coöperatieve Handelsvereniging), thans in de collectie van de Stichting Industrieel Erfgoed Meierij (Museum SIEMei), Veghel (gemeente Meierijstad)
- Moeder en kind met bok (1981), Elandplein, Utrecht
- Ruitergroep (1981), Ruitershofje, Zutphen
- De bot / Günter Grass (1984), penning voor de Vereniging voor Penningkunst
- A.C.W. Staring (1986), Dorpsstraat/Zutphenseweg, Vorden
- Liefdespaar (1988), Boschstraat, Breda
- Paarden in de meente (1991), Jan Arkelstraat, Genemuiden
- Henricus Regius (1994), Oude Hortus, Utrecht
- Borstbeeld W.C. Röntgen, (1995), Gelre Ziekenhuizen (voorheen locatie Lukas Ziekenhuis), Albert Schweitzerlaan, Apeldoorn
- Vader en zoon Borghuis (1997), (Toon en Karel Borghuis, musici), Oldenzaal
- Moeder en kind (1998), in opdracht van het Nederlands Vaccin Instituut, Anthony van Leeuwenhoeklaan, Bilthoven
- Christiaan Huygens (1998), in opdracht van de Christiaan Huygens Science Award
- Boerenverleden (2002), Spakenburgergracht, Bunschoten
- Abraham Kuyper (2008), in opdracht van de Abraham Kuyperstichting, Goudsteen, Maassluis
- Borstbeeld Willem Hovy (2009), de VU, Amsterdam

## Fotogalerij

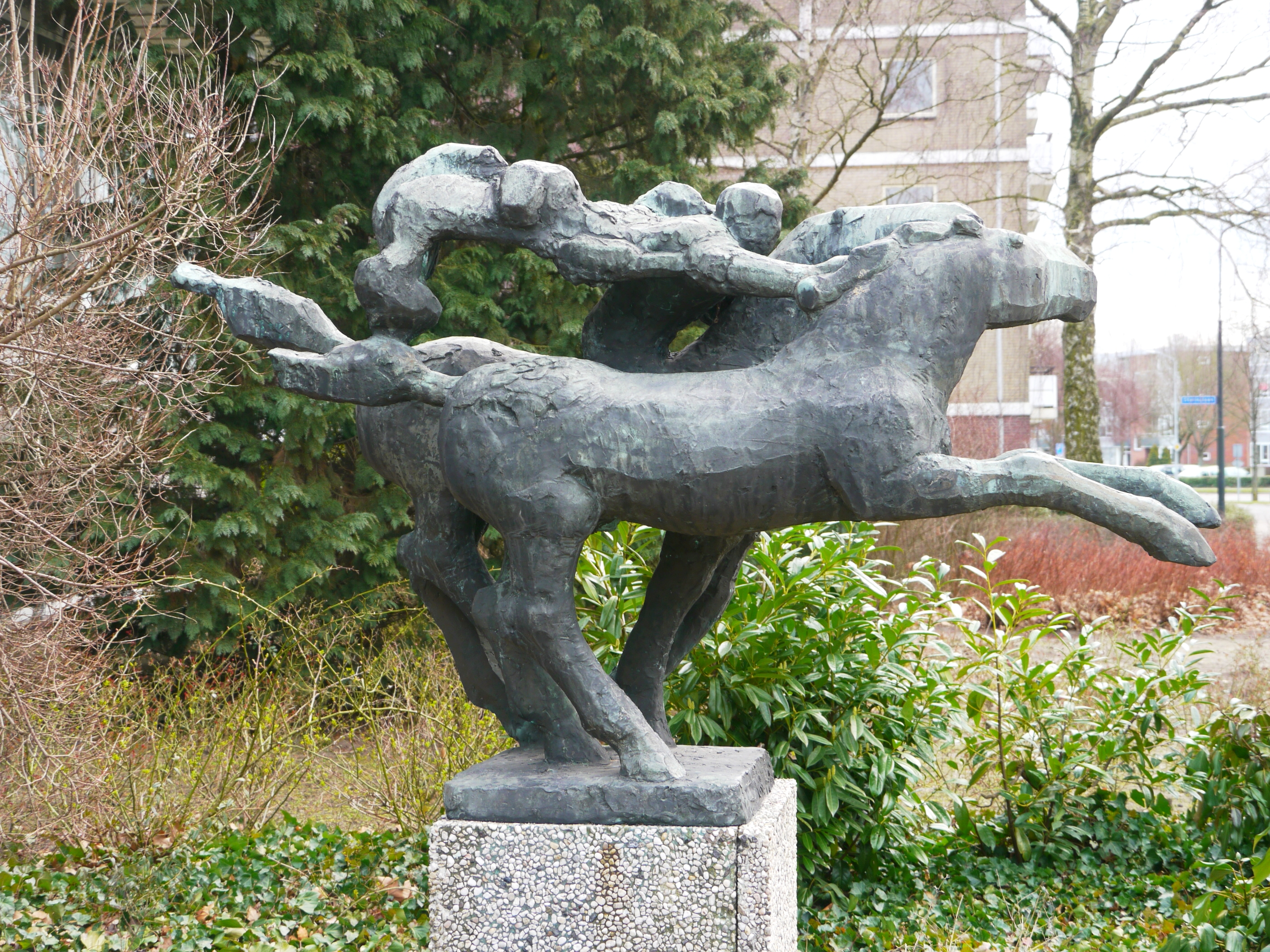
Twee paarden en een ruiter (1971), Apeldoorn
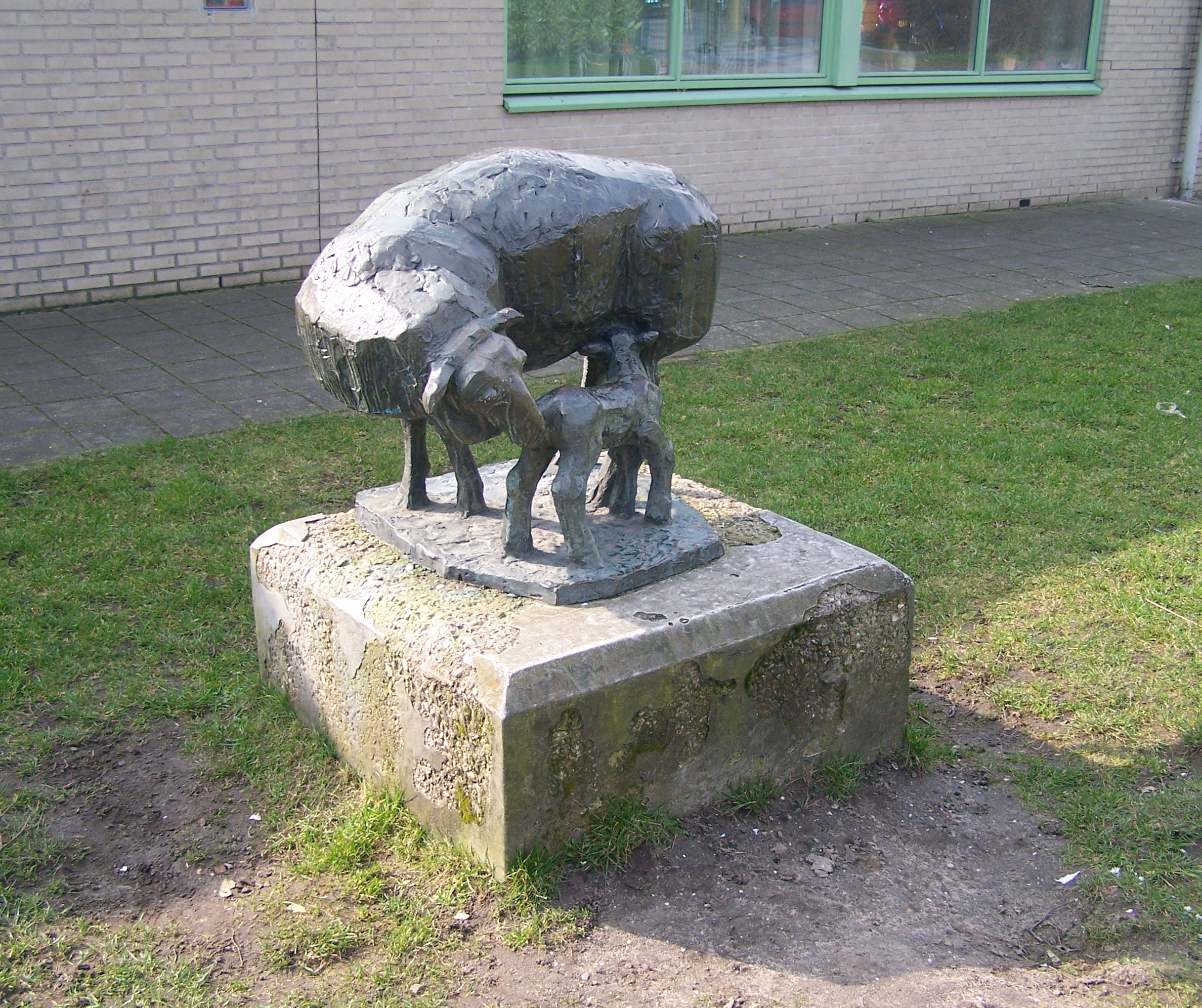
Schaap met lam (1974), Utrecht
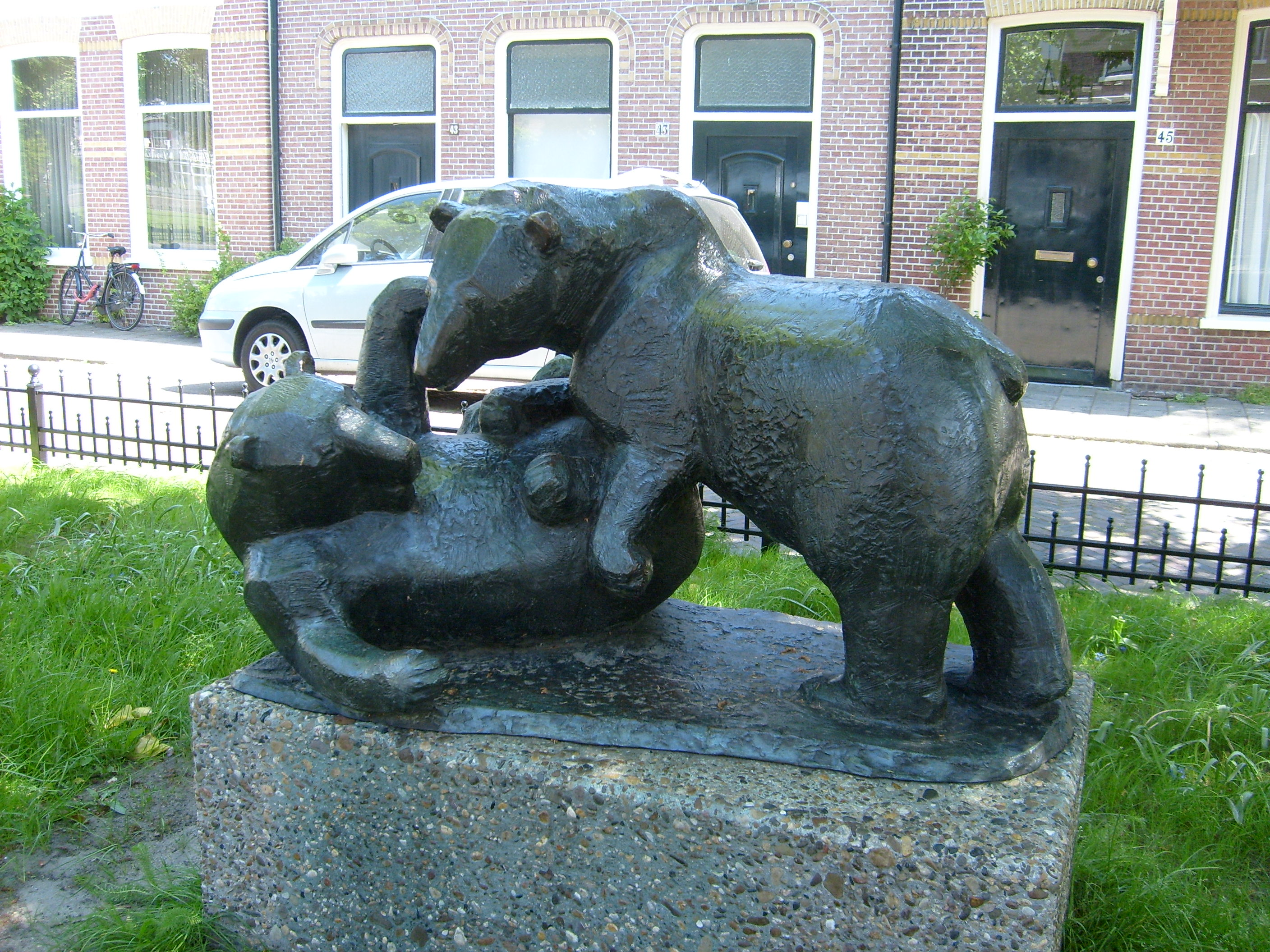
Beren (1978), Haarlem
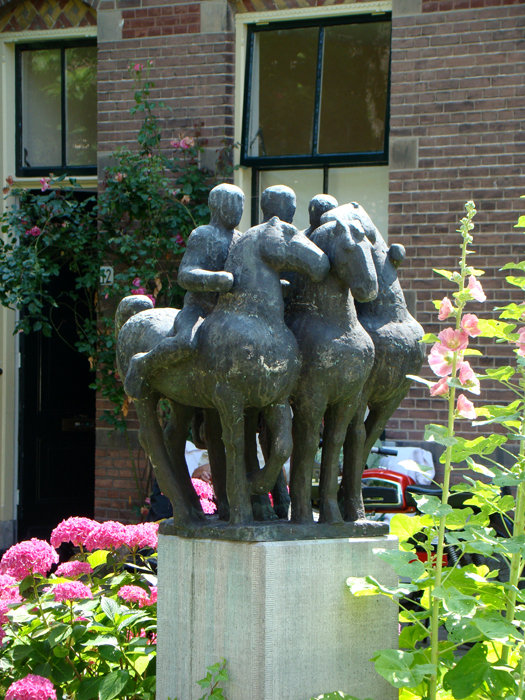
Ruiters (1981), Zutphen
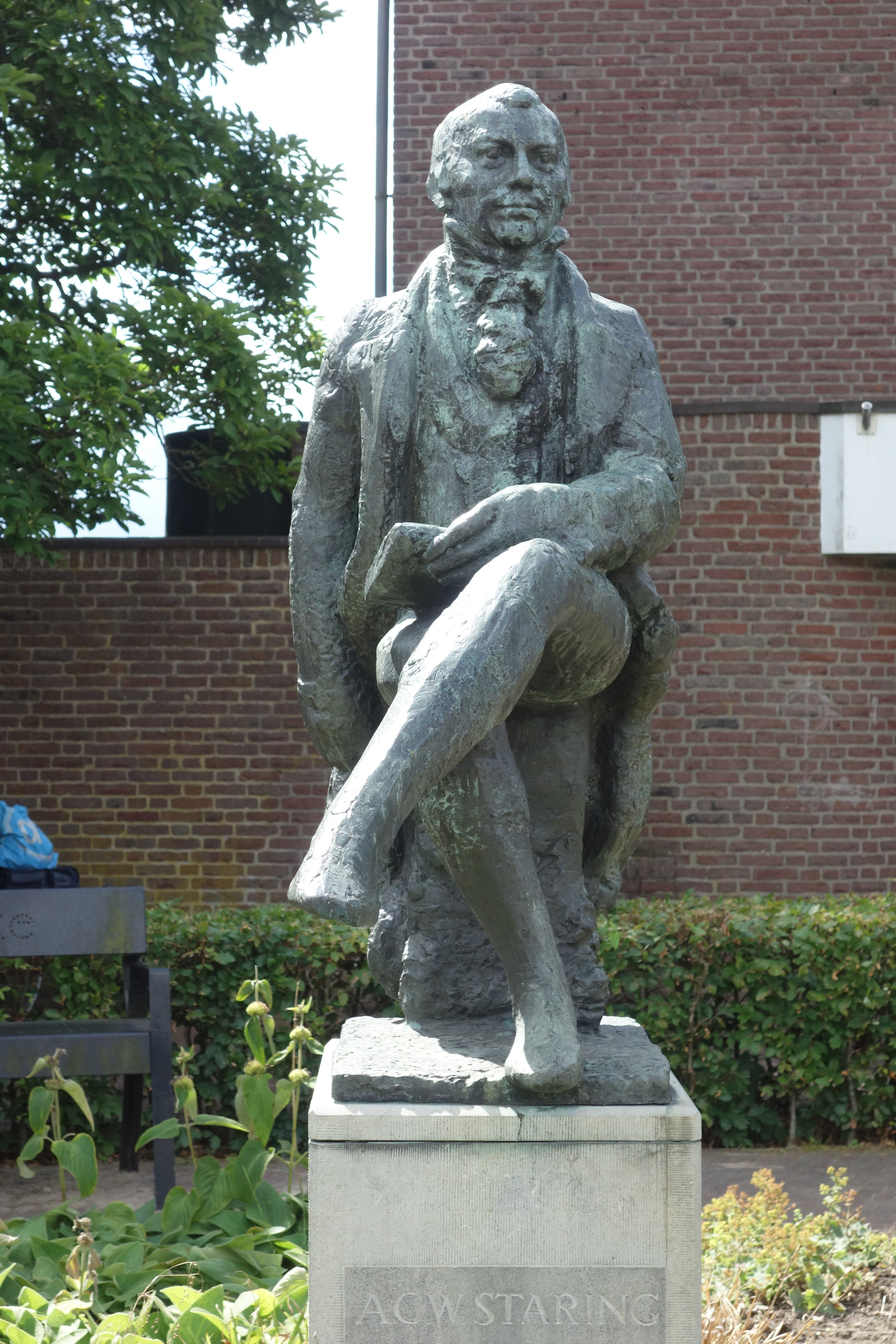
Staring (1988), Vorden
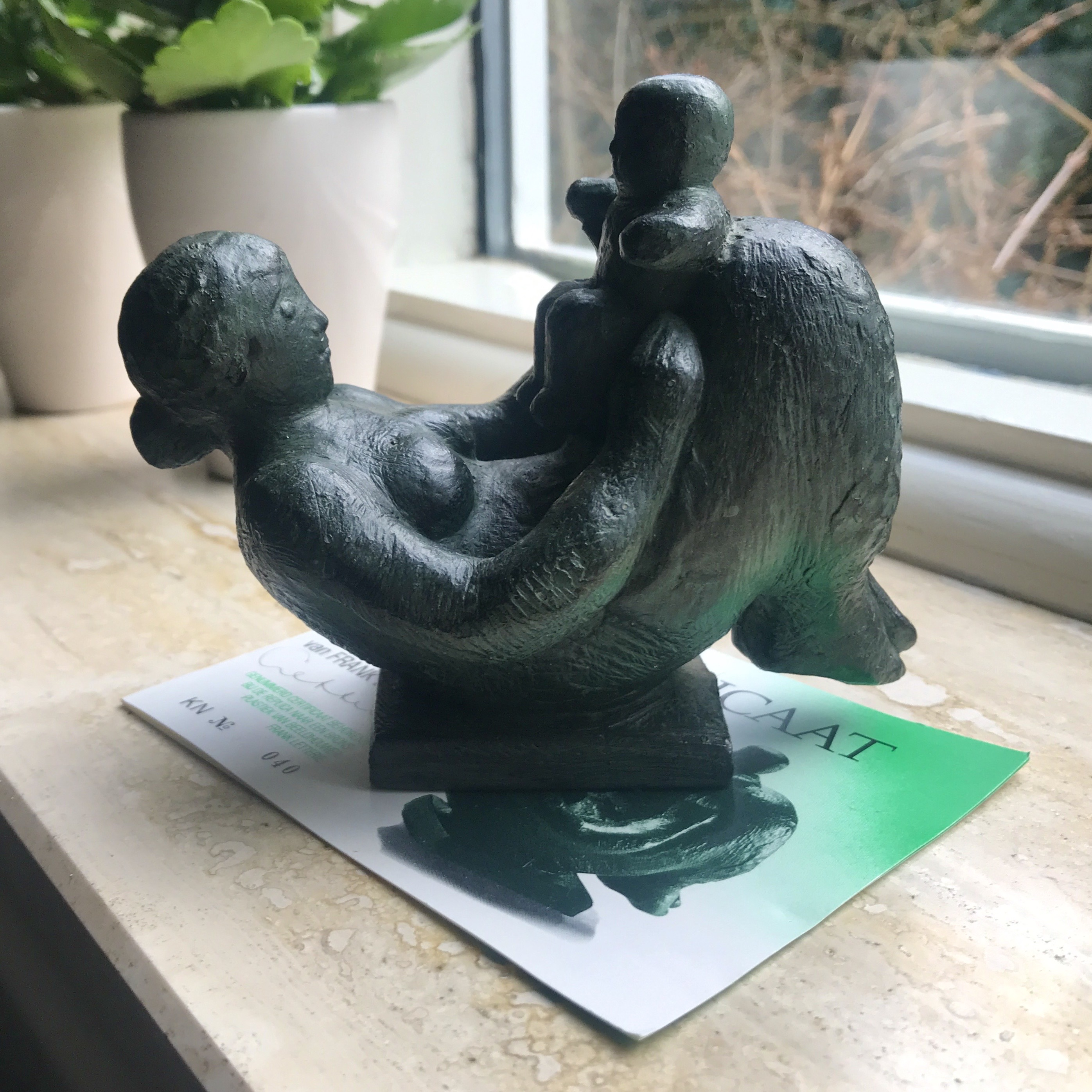
Geborgen Begin (1988), Amro Bank
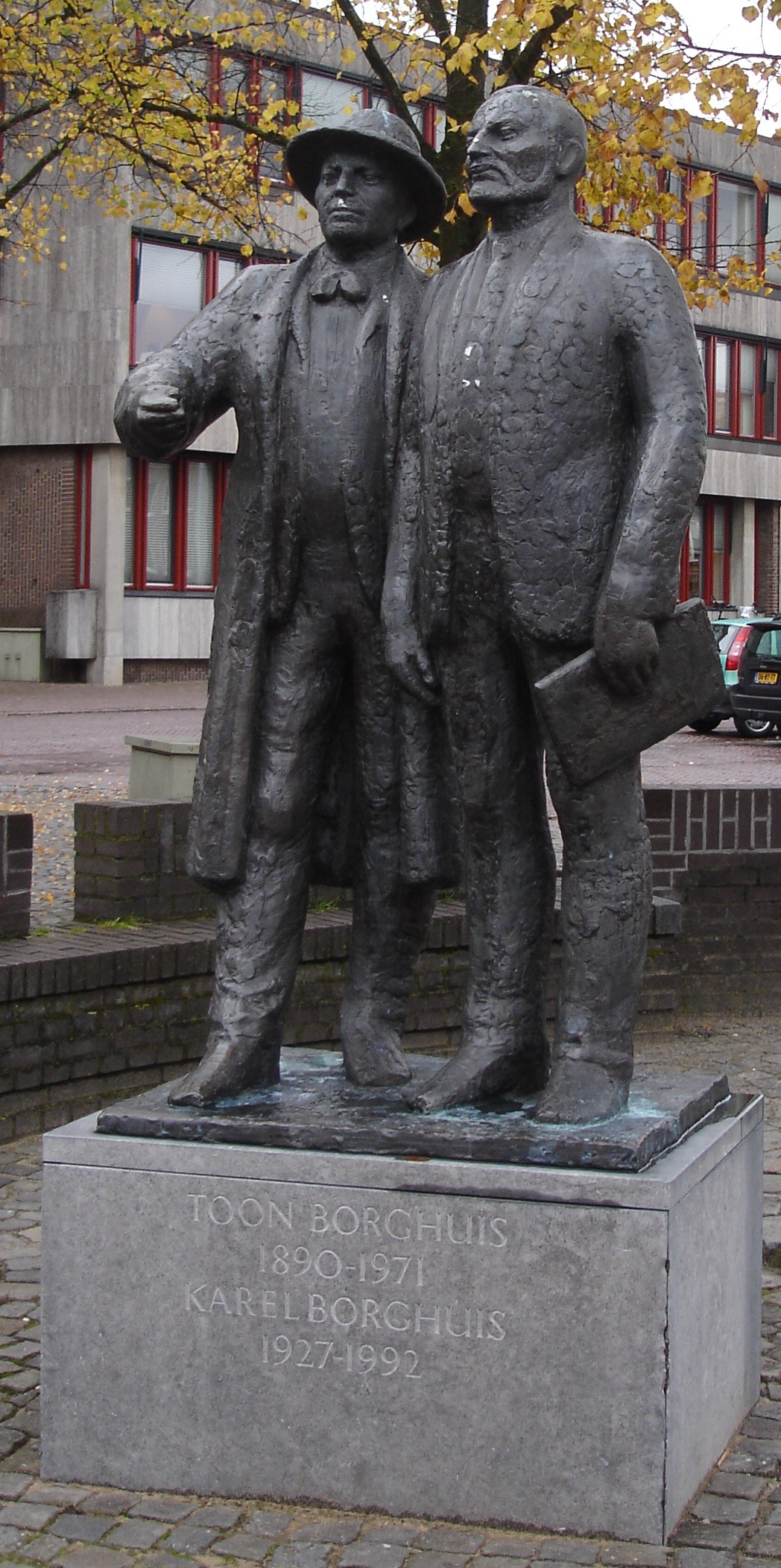
Vader en zoon Borghuis (1997), Oldenzaal
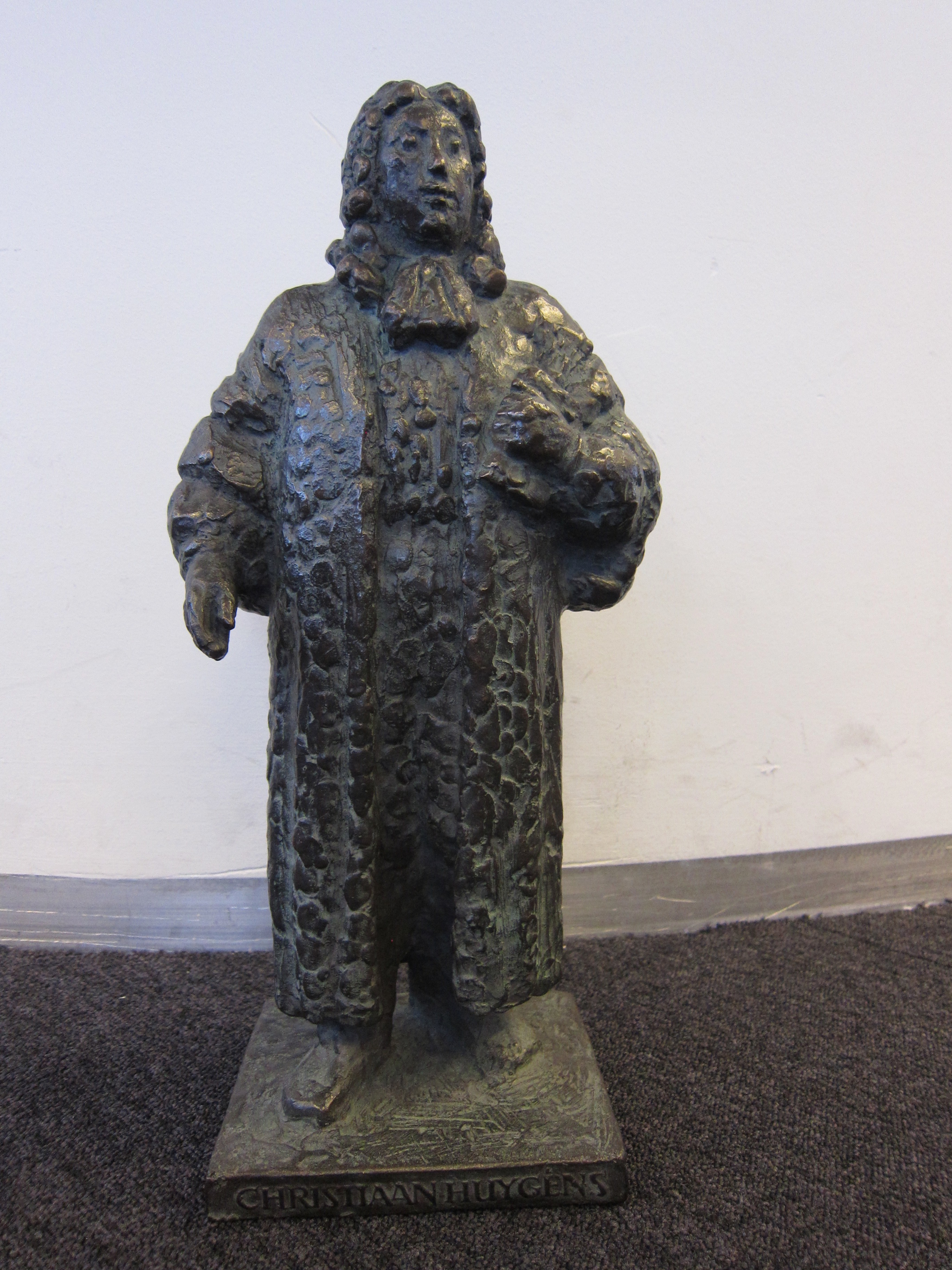
Bronzen beeld van Christiaan Huygens, eerbewijs voor laureaten van de jaarlijkse Christiaan Huygens wetenschapsprijs (1998)
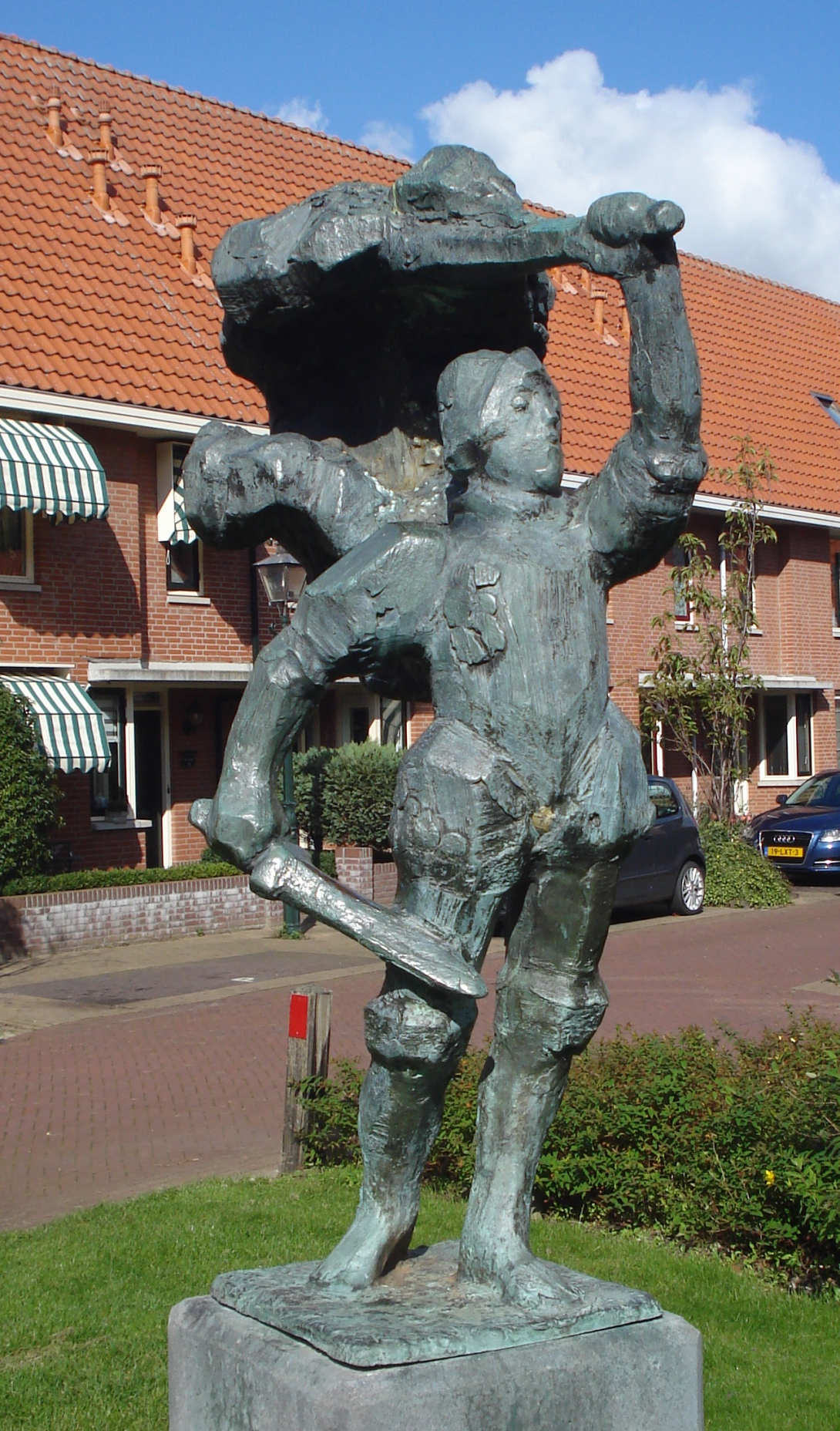
Kunstwerk De Vendelzwaaier, Brielle (1969/1995/2008)

## Prijzen
- 1961: Prix de Rome (gouden erepenning)
- 1961: Jacob Hartogprijs
- 1962: Stipendium van de Stichting Kunstenaarsverzet
- 1964: Materiaalprijs van de Jacob Marisstichting
- 1977: Hofwijckprijs

## Musea
Het werk van Frank Letterie bevindt zich in de collectie van onder andere:
- Museum Kempenland in Eindhoven
- Gemeentemuseum Den Haag in Den Haag
- British Museum in Londen (Engeland)
- Museum Maassluis in Maassluis
- Museum Beelden aan Zee in Scheveningen
- Museum Swaensteijn in Voorburg
- Muzeum Sztuki Medalierskiej in Wrocław (Polen)
- Museum Henriette Polak in Zutphen
- Nationale Numismatische Collectie in Amsterdam